# Lista över svenska liknelser
Detta är ett urval av svenska liknelser som sedan lång tid tillbaka anses vedertagna och som ofta används. Liknelse eller analogi inom den vidare kategorin bildspråk är en retorisk liknelse mellan två begrepp där jämförelseledet utgörs av något av orden "som" eller "liksom".

## A
- Arg som ett bi – Mycket arg (men ofarlig för omgivningen).

## B
- Blank som en spegel
- Blek som ett lik

## C
- Sur som en citron – På mycket surt humör.

## D
- Darra som ett asplöv – Darra av köld eller rädsla.
- Dum som en åsna – Bete sig allmänt dumt utan att tänka sig för.
- Dum som en gås – Bete sig allmänt dumt utan att tänka sig för.
- Diskret som en elefant i en porslinsbutik – Vara klumpig eller osmidig, i synnerhet beträffande beteende och sociala interaktioner.
- Dyka upp som gubben i lådan – Någon dyker upp när någon minst anar det.

## E
- Envis som en röd gris – Mycket envis.
- Envis som en åsna – Mycket envis.
- Envis som synden – Mycket envis.

## F
- Falla samman/rasa ihop som ett korthus – Något som tycks mycket stabilt men som genom ett litet fel i uppbyggnaden kan rasa samman fullständigt. Även använt som en varning; (det var) uppbyggt som ett korthus.
- Falla som dominobrickor – Händelseförlopp där en utlösande enstaka negativ händelse leder till en serie av likartade händelser som inte kan stoppas.
- Falla som en fura – Att kroppsligen (abrupt) falla raklång ned i marken/backen; även bildligt om att bli blixtförälskad i någon.
- Fara fram som ett yrväder – Ändra någon verksamhet utan hänsyn till andras synpunkter.
- Fattig som en kyrkråtta – Helt utblottad.
- Flitig som en myra – Mycket flitig, ofta överdrivet.
- Flitig som ett bi – Mycket flitig.
- Fri som en fågel – Vara obunden av andra.
- Frisk som en nötkärna – Att någon är mycket frisk.

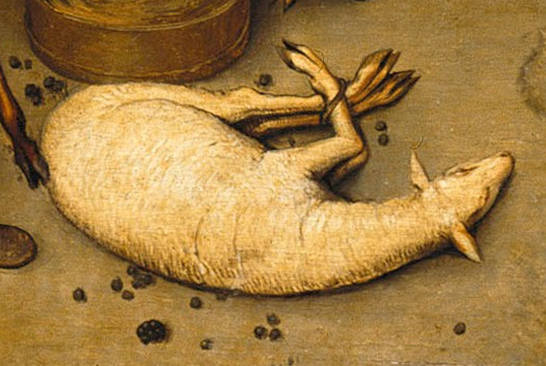
I Nederländska ordspråk från 1559 illustreras liknelsen "Zo mak als een lammetje" ("From som ett lamm")

- From som ett lamm – Snäll och beskedlig. Mycket snäll, helt ofarlig.
- Frysa som en hund – Plågas av köld.
- Full som en alika/kaja – Mycket berusad av alkohol. Alika är sydsvenska för kaja. Även uttryckt som "fyllkaja".
- Full som ett ägg – Mycket berusad av alkohol.
- Ful som stryk – Mycket ful eller oattraktiv. "Stryk" är kringstrykande människor, luffare; jämför knalle och "knallfull".
- För lösa boliner – Utan kontroll, vind för våg.

## G
- Gammal som gatan – Uråldrig, så gammal att den har funnits så länge någon kan minnas.
- Glad (eller kvittra) som en lärka. – Mycket glad.
- Glad som en speleman. – Mycket glad.
- Gå som katten kring het gröt – Att i en diskussion eller liknande inte säga vad man menar, utan istället uttrycka sig snårigt och inlindat.
- Gå som en dans – Det går bra, väldigt flinkt.
- Gå som på räls – Det går/gick helt utan problem.
- Gå som på smorda bakplåtar – Kan förekomma som uttryck för att något går helt enligt planerna, eller bättre än väntat. Kan jämföras med engelskans Works lika a charm.
- Gå som smort – Gå helt utan problem fast det uppenbart fanns stora risker att det inte skulle gå. Gå enligt plan.
- Gå som tåget – Gå enligt plan. Det går/gick helt utan problem.
- Gå åt som smör i solsken – Något lätt att sälja. Många vill köpa det.

## H

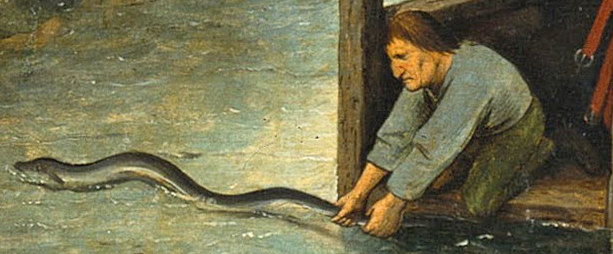
I Nederländska ordspråk från 1559 illustreras idiomet "Een aal bij de staart hebben" (ung. "Ha en ål i svansen")

- Ha pengar som gräs – Ha nästan obegränsat med pengar.
- Hal som en ål – Någon som upprepat slingrar sig, svår att få grepp om, exempelvis vad vederbörande tycker i en sakfråga.
- Hungrig som en varg – Mycket hungrig, omättlig.
- Hård som flinta – Något är mycket hårt.
- Hälla vatten på en gås – Att inte få någon respons från någon som inte tar inte åt sig eller inte bryr sig.
- Hög som ett berg – Något väldigt högt

## K
- Klart som korvspad – något som är mycket tydligt och som alla borde inse.
- Klok som en uggla/pudel – Mycket vis.
- Komma som ett brev på posten – Något negativt eller positivt som garanterat eller oturligt dyker upp som resultat av en tidigare utförd handling.
- Känna sig som femte hjulet under vagnen – Känna sig överflödig, bara i vägen, ett hinder. I fransk ordspråksbok från 1535. Finns även på många andra språk.
- Kär som en klockarkatt – Vara mycket förälskad, förälskad upp över öronen.[1]
- Köra som en biltjuv / Köra som ett svin[källa behövs] – Köra ett fordon ovanligt fort, så fort man kan.

## L
- Lika som bär – Mycket lika; identiska.
- Listig/slug som en räv – Slug, listig på ett lurigt sätt.
- Listig som en orm – Listig, klok. Ur Bibeln, där ormen i vissa episoder anses klokast/listigast av alla djur.
- Liten som en ärta – Mycket liten
- Ljuga som en häst travar – Att man hejdlös berättar lögner tills det blir absurt
- Ljuga/röka/supa/svära som en borstbindare – Förledet beror av situationen. Ofta nedvärderande uttryck om någon, då borstbindare förr i tiden ansågs vara yrkesgrupp med låg social status.
- Lugn som en filbunke – Även som kolugn, lugn som en ko.
- Lydig som en hund
- Långsam som en snigel - väldigt/mycket långsam, tar tid på sig
- Läcka som ett såll – Inte kunna behålla någon del av information som delgetts i förtroende, sprida hemlig information till höger och vänster.
- Lätt som en plätt – Något som är mycket enkelt att åstadkomma. Motsvarar engelskans "piece of cake".
- Lika lätt att hitta som en nål i en höstack - Väldigt svårt att åstadkomma, framstår som omöjligt och slöseri med tid.

## M
- Modig som ett lejon – Om någon är mycket modig
- Minne som en guldfisk – Ha ett kort minne
- Må som en prins – Må riktigt bra

## O
- Oskyldig som ett barn – Någon uppträder som ett oskyldigt barn; också ironiskt om uppenbart spelad oskuldsfullhet.

## P
- Passa som hand i handske – Något passar mycket bra, se även "Sitta som en smäck".
- Pigg som en mört – Vara mycket alert, kvick och vaken.
- Pigg som en lärka - Mycket pigg,
- Platt som en pannkaka

## R
- Rak som en fura
- Rik som ett troll – Omåttligt förmögen; av de sägner i folktron som berättar om att troll ofta samlar på sig stora skatter.
- Rädd som en hare
- Röd som en pion
- Röd som en ros

## S
- Se som en örn – Ha extremt bra syn.
- Se ut som en fågelholk – Se otroligt förvånad ut och bli mållös. Munnen formad som ett 'o' likt fågelholkens ingångshål.
- Se ut som en svinstia – Ett utrymme som är mycket smutsigt/lortigt.
- Se ut som en säck potatis – Vara trött, orkeslös. Beskriver även dålig hållning, exempel: "Sträck på dig, du ser ut som en säck potatis!".
- Se ut som sju svåra år – Se förskräcklig ut.
- Seg som sirap – Mycket långsam och trög.
- Sega gubbar - En försvarsdoktrin om "sega" och uthålliga soldater, till exempel i hemvärnet.
- Sitta som en smäck – Något passar mycket bra, se även "Som handen i handsken". En smäck är en typ av mössa, ofta med skärm; används även som slangord för keps.
- Sitta som i en rävsax – Hamna i en prekär/svår situation orsakad av andra, medvetet eller omedvetet, som man har svårt att ta sig ur.
- Sitta som på nålar – Vara nervös inför något som snart ska ske.
- Sjunga som en näktergal – Sjunga väldigt vackert
- Sjunka som en sten – Snabbt gå under, eller misslyckas
- Skita i det blå skåpet – Klanta sig/göra bort sig
- Skir som en nyutsprungen ros – Späd, ömtålig och vacker
- Skrika som en stucken gris – Skrika i högan sky
- Skyldig som synden –
- Skör som kristall – Mycket ömtålig och måste hanteras extremt varsamt.
- Slingra sig som en orm – Försöka undkomma en känslig fråga när han/hon ställs mot väggen.
- Slita som ett djur
- Slug som en räv
- Slå ner som en bomb - något oväntat
- Slö som en hösäck – Starkt nedvärderande om en person som är mycket slö, lat.
- Smal som en vidja
- Smidig som ett kylskåp – Ironiskt menat för någon som är osmidig
- Smutsig som en gris – Smutsig och ovårdad.
- Snabb som blixten – Om någon/något som är mycket snabb.
- Snabb som en skottspole – Om någon som är mycket snabb. En skottspole är detsamma som, eller del av, en skyttel till en vävstol.
- Snabb/kvick som en vessla – Omdöme om en person, kvick, snabb.
- Snabb som vinden - Någon som är mycket snabb.
- Som att kyssa sin syster - något andefattigt/meningslöst.
- Som en blöt hund
- Som en droppe i havet – något försumbart litet i förhållande till något mycket större.
- Som en fis i vinden/rymden – något försumbart litet i förhållande till något mycket större.
- Som en skållad råtta – Någon som tar sig för saker på ett rastlöst sätt, till synes utan bestämt mål. Från då man i äldre tider fångade råttor i fällor, och avlivade dem genom nedsänkning i kokande vatten.
- Som handen i handsken - Passa bra för något.
- Som tuppen i hönsgården – Någon med hög rang eller som mår bra. I det första fallet ofta ironiskt.
- Sova som en klubbad oxe[2]
- Sova som en klubbad säl[2]
- Sova som en stock – Sova tungt, svår att väcka.
- Sprida sig som ringar på vattnet – Något som sprider sig snabbt åt alla håll, exempelvis ett rykte eller (resultatet av) en god gärning.
- Spindeln i nätet - Kontrollerar ett händelseförlopp och har ett finger med i varje moment.
- Spy som en hund – Kräka upprepade gånger under en längre tid.
- Stark som en björn – Mycket stark; urstark.
- Stark som en oxe – Mycket stark; urstark.
- Stel som en pinne – Osmidig, ovig.
- Stolt som en tupp
- Stor som ett hus – Mycket stor; enormt.
- Stor[källa behövs] och ståtlig som en fura
- Stå som en åsna mellan två hötappar eller Som en åsna mellan två hötappar – Ha svårt att välja trots att alla valmöjligheter är lika goda, och det alltså inte har någon betydelse vad man väljer, och medan man funderar har man ingenting. Sentida variant; Som att välja mellan Aftonbladet och Expressen, som anspelar på att de båda kvällstidningarna ofta har liknande innehåll (efter sketch med Hasse och Tage).
- Stå som spön i backen — Används nästan uteslutande som "regnet står som spön i backen". Av regn som faller så tätt att regndropparna ser ut som spön som står upp från marken, snarare är enskilda regndroppar som regnar ned.
- Sur som en citron
- Sur som ättika
- Sålt smöret och tappat pengarna
- Säkert som amen i kyrkan – Något som ofelbart kommer att inträffa.
- Sätta sin sista potatis – Att göra sin sista syssla (som en följd av ett tidigare taget dåligt beslut)
- Söt som socker

## T
- Tala som en bok – Tala som om man läste innantill ur en bok.
- Tiga som muren – vara tyst
- Tjock som en julegris
- Torrt som fnöske - Mycket torrt.
- Trivas som fisken i vattnet – Trivas mycket bra i en specifik situation.
- Trogen som en hund – Trogen någon under alla förhållanden.
- Tungt som bly
- Tyst som en mus
- Tyst som i graven

## U
- Upp som en sol, ner som en pannkaka – Att först vara verkligt framgångsrik och sedan falla platt till marken
- Uppföra sig som om han/hon ägde stället – Att uppträda (alltför) självsäkert och arrogant.

## V
- Vacker som en dag – Någon är mycket vacker.
- Vara som en koloss på lerfötter
- Vara som ett gift – Beroendeframkallande i positiv mening.[källa behövs]
- Vara som hund och katt – Om två individer som inte (någonsin) kan komma överens.
- Vig som en katt – Vara mycket vig, smidig och/eller akrobatisk.
- Vig som ett kylskåp - Motsats till vig som en katt.
- Vilja av stål - Mycket envis, ha en stor vilja.
- Vit som ett lakan – Vara mycket blek.

## Y
- Yster som en kalv på grönbete

## Ä
- Äta som en häst - Äta mycket
- Äta som en fågel - Äta lite
- Äta som en gris - Äta ohyfsat och glupskt

## Ö
- Som en öppen bok - Lätt att läsa/avläsa